# Nacra 17

Ilustração da classe Nacra 17

Nacra 17 é um catamarã de alto desempenho utilizado para navegação à vela. Foi projetado em 2011, entrou em produção em 2012 e tem sido o foco da vela multicasco nos Jogos Olímpicos desde a sua concepção. O Nacra foi convertido em um hidrofólio à vela para as Olimpíadas de Tóquio em 2020.

## História
O Nacra 17 foi criado especificamente para atender aos critérios estabelecidos para a nova disciplina olímpica, uma novidade para a vela olímpica em um barco com tripulação mista. Em maio de 2012, a Federação Internacional de Vela escolheu o Nacra 17 como equipamento para o casco múltiplo misto na Regata Olímpica de Vela de 2016 e nos Jogos Olímpicos de Verão de 2020 em Tóquio.
Morrelli & Melvin, os projetistas do barco, resumiram a filosofia do design com a seguinte citação:
A Fórmula 16 está na extremidade inferior da escala para a faixa de peso da tripulação especificada pela ISAF (120 kg a 140 kg) e, em nossa opinião, seria mais emocionante e desafiador velejar para velejadores de calibre olímpico se tivesse mais poderoso plano de vela. Os pesos típicos da tripulação do F18 excedem a faixa especificada pela ISAF. O F18 também é um barco bastante pesado para seu comprimento e poderia ser mais leve, mas o volume do casco e a área de superfície seriam desnecessariamente grandes para uma plataforma F18 de especificação olímpica mais leve.

Como nenhum projeto ou classe existente se enquadra nas especificações da ISAF, decidimos criar um projeto totalmente novo com cerca de 17 pés de comprimento, chamado NACRA 17. Comparado a um catamarã da classe F16, é 250 mm mais longo, 100 mm mais largo e tem uma altura mais alta. mastro e mais área de vela, e punhais curvos.

As pranchas curvas também dão uma dimensão adicional à navegação.
O Painel de Avaliação de Equipamentos da ISAF escreveu:
A clara preferência dos Marinheiros do MNA e do Painel de Avaliação foi o novo e inovador NACRA 17. Projetado especificamente para os critérios de Multicasco Misto, o Painel de Avaliação concluiu que o Nacra 17 é visto como a melhor opção. Apresentando adagas curvas que proporcionam elevação vertical, o NACRA 17 carregará uma faixa mais ampla de peso da tripulação, melhor do que os 16 pés e é consideravelmente mais leve que um Fórmula 18. O moderno NACRA 17 também oferece aos velejadores do Evento Multicasco Misto o emocionante desafio de dominar a elevação potencial das bolinas curvas.